# Platyobria capitata
Platyobria capitata är en insektsart som beskrevs av Taylor 1987. Platyobria capitata ingår i släktet Platyobria och familjen rundbladloppor. Inga underarter finns listade i Catalogue of Life.